# Mars Surveyor 2001

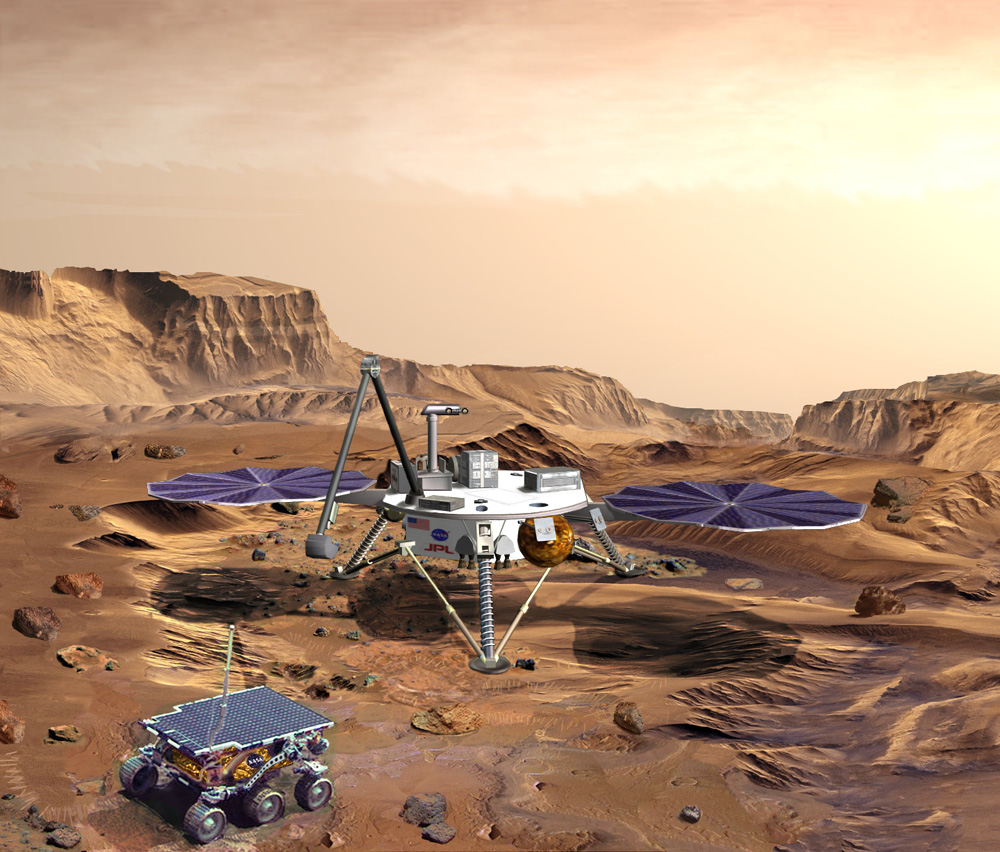
Mars Surveyor 2001 Lander (concepção artística).

O projeto Mars Surveyor 2001 foi uma missão de exploração de Marte em duas partes, planeada como seguimento da Mars Surveyor 1998. Todavia, as duas sondas da missão de 1998, Mars Climate Orbiter e Mars Polar Lander, foram ambas perdidas e em consequência, a filosofia de exploração da NASA ("melhor, mais rápido e mais barato") teve de ser reavaliada, com um enfoque específico nos dois projetos de sondas de 2001. Como resultado, o Mars Surveyor 2001 Lander foi cancelado em maio de 2000, mas ficou decidido que a o orbitador seria levado adiante. O Mars Surveyor 2001 Orbiter, renomeado como 2001 Mars Odyssey, foi lançado em 7 de abril de 2001, atingiu Marte em 24 de outubro de 2001, e após alguns meses de aerofrenagem, começou a mapear o planeta em 19 de fevereiro de 2002.